# Чоловік у пошуках еротики
«Чоловік у пошуках еротики» — данська драма 2010 року режисера Йоргена Лета.

## Зміст
Йорген Лет намагається виділити саму сутність сексуальності, чуттєвості і того, як жінка сприймає коханого чоловіка. Він вирушає у довгий вояж різними країнами, де пропонує місцевим красуням зіграти переживання через виїзд в іншу країну коханої людини. Він знімає це на камеру і через роки отримує безпрецедентний матеріал, переглядаючи який із головою поринаєш вглиб загадкової жіночої душі.

## Нагороди та номінації
У 2010 році фільм був номінований на премію Копенгагенського міжнародного фестивалю документального кіно у категорії «найкращий документальний фільм».